# Berta da Suábia
Berta da Suábia, também conhecida como Berta da Alamânia (Württemberg, 907 – Lot-et-Garonne, 2 de janeiro de 966) foi rainha da Borgonha de 922 a 937 e rainha da Itália de 922 a 926, como esposa de Rodolfo II da Borgonha. Ela foi novamente rainha da Itália de 937 até 947 pelo seu segundo casamento com Hugo de Arles, de quem foi a quarta esposa. Ficou conhecida como a "Boa Rainha Berta" por sua defesa de Payerne contra os sarracenos, e por sua fundação de igrejas e mosteiros. Ela foi a avó materna do imperador Otão II, e bisavó materna do imperador Henrique II.

## Família e Origens
Berta foi a única filha do duque Burcardo II da Suábia e de Regelinda de Zurique. 
Os seus avós paternos eram Burcardo I da Suábia e Lugarda da Saxônia, cujo primeiro marido foi o rei Luís III da Germânia. Os seus avós maternos eram Everardo, Conde de Zurique e Gisela.
Berta teve quatro irmãos: Gisela, abadessa em Waldkirch; Hicha, mãe de Conrado da Lorena, conhecido como "o Ruivo"; Burcardo III, marido de Edviges da Baviera, que tornou-se duque da Suábia em 954 após o ducado ter sido confiscado de Liudolfo, filho do primeiro casamento de Otão I do Sacro Império Romano-Germânico, e Adalrico, monge em Einsiedeln.
Como filha do duque da Suábia, Berta era um membro da família Hunfridingi (chamada também de Burcardingi), de origem alamana ou franca, que descendia do seu fundador Unfrido, marquês da Ístria, duque de Friul (supostamente o último sob o reinado de Carlos Magno) e conde da Récia. O último membro foi o irmão de Berta, Burcardo III, que morreu em 973. Descendentes da dinastia continuaram a existir através da linhagem feminina da Dinastia Wettin, possivelmente através do progenitor dos Wettin, Teodorico I, que seria filho de Burcardo III. A sede dos primeiros duques da Suábia era o Castelo de Hohentwiel, uma fortaleza cujas ruínas estão localizadas no topo no vulcão extinto de Hohentwiel, na região de Hegau, no atual estado alemão de Baden-Württemberg.

## Biografia

### Primeiro casamento
Berta e Rodolfo II da Borgonha se casaram no ano de 922. Ele era filho do rei Rodolfo I da Borgonha e de Guila da Provença. Os governantes da Antiga Casa de Guelfo da Borgonha Transjurana tinham feito guerra na Turgóvia (hoje um cantão na Suíça), adjacente à região da Suábia várias vezes, e, por isso, o casamento serviu como um gesto de reconciliação. Rodolfo tinha atacado o território em 918, e novamente em 919, na Batalha de Winterhur, quando o rei Rodolfo foi derrotado pelo duque Burcardo II. Assim, foi feita a aliança matrimonial para pôr um fim à luta. O pai da jovem também cedeu ao novo genro as terras a oeste do Rio Reuss, e ao sul do Rio Reno, essencialmente a Argóvia, e fez do irmã de Rodolfo, Luís, o conde da Turgóvia.
Rodolfo foi convidado pelos magnatas da Itália do norte a governar o país, pois eles se opunham ao uso de mercenários húngaros pelo rei Berengário I, e, assim, ele foi eleito rei da Itália em 922, e Berta se tornou a sua rainha. O casal reinava a Itália da capital de Pavia. Junto ao marido, Berta fundou a igreja de Amsoldingen. Eles tiveram cinco filhos, três meninos e duas meninas.
Em 923, Rodolfo derrotou o seu antecessor na Batalha de Firenzuola, e forçou a fuga de Berengário para Verona. No entanto, não muito tempo depois, em 925, o povo se rebelou contra Rodolfo, e ofereceu a coroa para o conde Hugo de Arles. O novo rei Hugo, por sua vez, cedeu o reino da Baixa Borgonha, incluindo a Provença, para Rodolfo em 930. A partir daí, Arles se tornou a capital do reino unido, que as vezes era chamado, em fontes primárias, de Reino de Arles. Em 933, foi assinado um tratado de paz entre os monarcas, confirmando o direito de Rodolfo à Borgonha. Rodolfo faleceu em 11 de julho de 937.

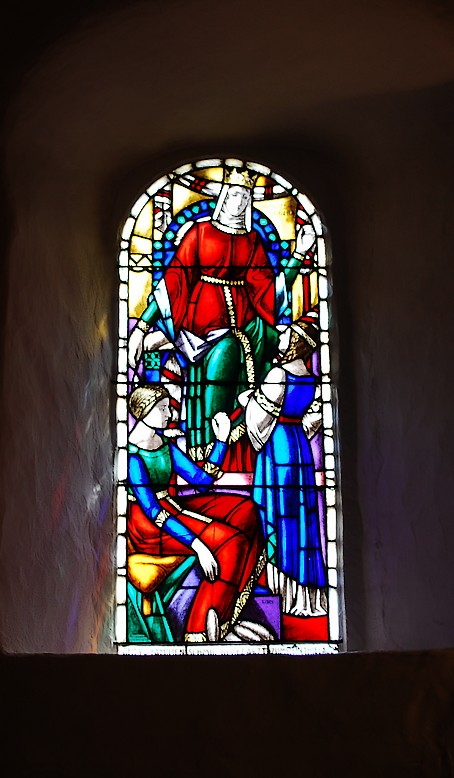
Vitral de Berta feito por Ernst Linck em 1924, localizado na Igreja de Wimmis, em Berna.

### Segundo casamento
Em 12 de dezembro de 937, a rainha viúva se casou com Hugo, em Colombier. Ele era filho de Teobaldo de Arles e de Berta da Lotaríngia, filha do rei Lotário II da Lotaríngia, e portanto, descendente de Carlos Magno. Contudo, o casamento não foi feliz, e Hugo costumava trair a esposa com várias amantes. Ele já tinha sido casado três vezes antes: primeiro com Guila da Provença (a mãe de Rodolfo II), depois com Alda/Hilda, e por fim, foi o último marido de Marózia, mãe do Papa João XI, de outro relacionamento.
Para expandir o seu reino, Hugo decidiu casar a filha da esposa, Adelaide, com o seu próprio filho, Lotário II da Itália, nascido de seu segundo casamento com Alda ou Hilda. A notícia do casamento provocou indignação em outros monarcas da época. Otão I, conhecido como "o Grande", percebeu que um reino reunificado da Itália seria um grande ameaça para o seu império, e, imediatamente, sequestrou o irmão de Adelaide, Conrado I, o novo rei da Borgonha que tinha apenas 12 anos, que cresceu prisioneiro da corte alemã. Mais tarde, Otão I se casaria com Adelaide, após a morte de Lotário II.
Hugo faleceu em 10 de abril de 947, tendo sido deposto antes disso por uma Dieta, em Milão. Berta não teve filhos com Hugo.

### Últimos anos e Legado

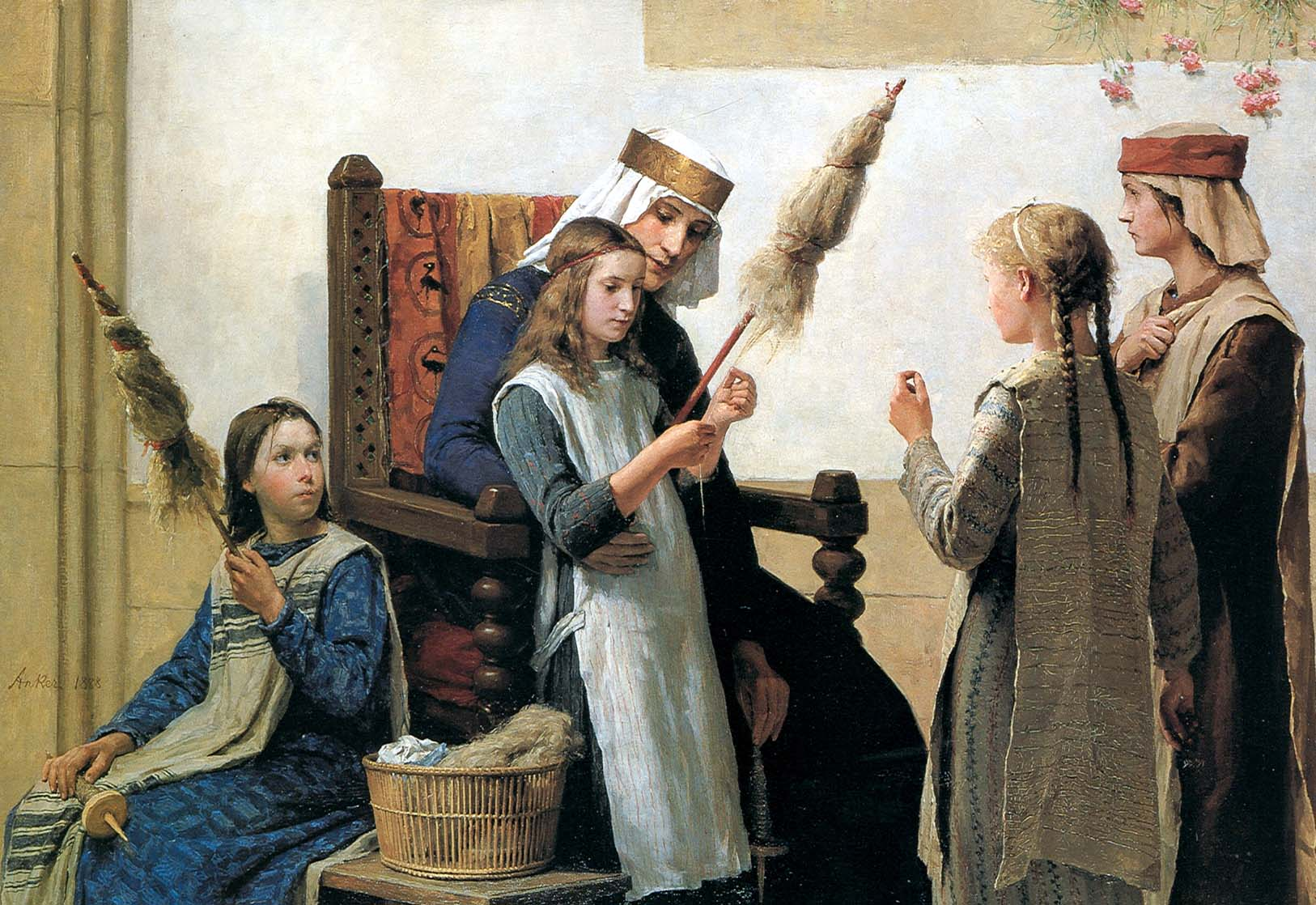
A pintura intitulada "Königin Bertha und die Spinnerinnen" (A Rainha Berta e as Fiandeiras), de autoria do suíço Albert Anker, retrata Berta ensinando as garotas a tecerem; A obra foi produzida em 1888, e encontra-se exposta na coleção do Museu cantonal de Belas artes de Lausana. A criança vestida de azul sentada ao lado da rainha é o seu filho, Conrado I da Borgonha.

Durante essa época turbulenta, a antiga rainha se estabeleceu em Payerne, hoje na Suíça, onde foi fundado o Priorado de Payerne, entre 950 e 960, pela família real da Borgonha.  Em 965, a filha de Berta, a imperatriz Adelaide, colocou Payerne, dedicado a Maria, sob a autoridade da Abadia de Cluny, localizada na Borgonha. Em 1033, o imperador Conrado II, foi eleito e coroado rei da Borgonha no priorado.
Procurando a paz, ela acabou por encontrar uma situação caótica, pois os sarracenos continuavam a atormentar os camponeses locais, que revidavam da melhor forma que podiam. Berta, decidida a resolver o problema, levantou um exército para expulsar os piratas espanhóis de uma vez por todas, e convocou os monges beneditinos de Cluny para reconstruir o mosteiro, e ensinar as mulheres a tecer lã, para que pudessem ter uma fonte de renda tão necessária. A partir desse episódio, nasceu a lenda da rainha Berta.
Ela também mandou construir a igreja em Soleura, que hoje é a Catedral de Soleura, em memória de dois mártires do século III, Urso e Vítor, que foram decapitados devido a sua fé cristã pelos romanos. 
Berta recebeu do genro, Otão I, a Abadia de Erstein, o que foi uma tentativa do imperador de ligar mais estreitamente a Alsácia à Borgonha, já que Erstein estava à frente das estações do itinerário real na Alsácia. 
Em 963, Berta, ao pressentir que sua hora estava chegando, mandou chamar a sua filha, a imperatriz Adelaide. Ela lhe explicou o que deveria ser feito para salvaguardar o futuro do priorado, assim como os outros mosteiros que ela havia fundado. Ela faleceu três anos depois, quando tinha cerca de 59 anos de idade, no dia 2 de janeiro de 966, em Lot-et-Garonne, e foi sepultada em Payerne.

## Lendas
Berta adquiriu uma ótima reputação, sendo chamada de "Boa Rainha Berta" na Suíça romanda, principalmente em Vaud, e inúmeros mitos e lendas surgiram sobre a sua vida.
O livro de lendas suíças de C. Kohlrusch, publicado em 1854, retrata Berta como gentil e benevolente. Porque ela não gostava de se vestir com roupas e joias caras e morar em palácios magníficos, ela era chamada de "a mulher humilde" pelo povo. Vestida com roupas simples, com a sua roca de fiar apoiada na sela, ela cavalgava pelos terras no seu garanhão. Ela parava em sítios e fazendas de leite para ver como as famílias de seus súditos estavam, para inspecionar os galinheiros, e para perguntar sobre os estados dos animais e o rendimento dos cultivos. 
Na primeira metade do século XII, os monges de Payerne falsificaram uma série de documentos que ficaram conhecidos como o "Testamento da Rainha Berta", e declararam Berta a fundadora de Payerne. Com os documentos falsificados adquiriram direitos que não eram seus. A lenda da rainha Berta como benfeitora de Vaud, que foi revivida quando o cantão foi fundado, também remonta a estes documentos.

## Descendência
- Judite, que aparece numa outorga como testemunha de uma concessão de Adelaide à Cluny, em 14 de junho de 929. Nele, ela é chamada de filha do rei Rodolfo;
- Conrado I da Borgonha (925 – 19 de outubro de 993),[17] conhecido como "o Pacífico", que sucedeu ao pai em 937. Sua primeira esposa foi Adelaide de Bellay, possivelmente uma irmã de Conrado, Duque da Alsácia, com quem teve dois filhos. Após ser capturado por Otão I, foi forçado a se casar com a sobrinha do imperador, Matilde de França, com quem teve mais quatro filhos. Dentre seus filhos estavam: Gisela, mãe de Henrique II do Sacro Império Romano-Germânico, Berta, esposa do rei Roberto II de França, o sucessor Rodolfo III da Borgonha, e Gerberga da Borgonha, condessa de Werl e depois duquesa da Suábia pelos seus dois casamentos;
- Burcardo, que se tornou arcebispo de Lyon antes de 949;
- Adelaide da Itália (931 – 16 de dezembro de 999), foi primeiro casada com Lotário II da Itália, e depois de sua morte, casou-se com Otão I. Do primeiro casamento foi mãe de Ema da Itália, esposa do rei Lotário de França, e do segundo casamento teve quatro filhos, entre eles Matilde, Abadessa de Quedlimburgo e o sucessor, Otão II, que esteve sob a regência da mãe de 991 a 995;
- Rodolfo (m. após 8 de abril de 962), que teria nascido postumamente. Recebeu terras na Alsácia do imperador, seu cunhado, sendo chamado por ele de "nosso fiel Rodolfo", num documento datado de 19 de abril de 959.[18]  Tinha o título de duque.